# Pringi (Viimsi)
Pringi – wieś w Estonii, w prowincji Harju, w gminie Viimsi.